# Taboi
Taboi es una aldea española situada en la parroquia de Balsa, del municipio de Muras, en la provincia de Lugo, Galicia.

## Demografía
| Gráfica de evolución demográfica de Taboi entre 2000 y 2020 |
|                                                             |
| Datos según el nomenclátor publicado por el INE.            |